# Bôrická mláka
Bôrická mláka je přírodní památka v katastrálním území obce Zázrivá v okrese Dolný Kubín v Žilinském kraji na Slovensku. Území bylo vyhlášeno v roce 1974 a jeho rozloha je 0,6 hektaru. Předmětem ochrany je zamokřené sedlo se slatinnou a rašeliništní vegetací.